# Trifurcula helladica
Trifurcula helladica là một loài bướm đêm thuộc họ Nepticulidae. Nó được tìm thấy ở Hy Lạp (Peloponnisos và Crete).
Sải cánh dài 4-4.4 mm.